# Villafranca de la Sierra
Villafranca de la Sierra é um município da Espanha na província de Ávila, comunidade autónoma de Castela e Leão, de área 39,27 km² com população de 176 habitantes (2004) e densidade populacional de 4,48 hab/km².

## Demografia
| Variação demográfica do município entre 1991 e 2004 | Variação demográfica do município entre 1991 e 2004 | Variação demográfica do município entre 1991 e 2004 | Variação demográfica do município entre 1991 e 2004 |
| --------------------------------------------------- | --------------------------------------------------- | --------------------------------------------------- | --------------------------------------------------- |
| 1991                                                | 1996                                                | 2001                                                | 2004                                                |
| 277                                                 | 219                                                 | 185                                                 | 176                                                 |